# Memoria de traducción
Las memorias de traducción son almacenes compuestos de textos originales en una lengua alineados con su traducción en otras. Esta definición de memorias de traducción coincide literalmente con una de las definiciones más aceptadas de corpus lingüístico de tipo paralelo (Baker, 1995). Por esto se puede decir que las memorias de traducción son corpus paralelos. 
Así, las memorias de traducción o los corpus paralelos se componen de textos originales o lengua original y el texto traducido en la lengua de destino. Estos textos además están alineados por unidades de traducción o segmentos. Las unidades de traducción que se almacenan junto con sus equivalentes se definen de forma variable siendo la segmentación tras un signo de puntuación que marca el final de la frase (., ?, !, :, ...) o un salto de párrafo las más frecuentes ofrecidas por defecto en el entorno de los sistemas de traducción asistida.

## Generalidades
La principal función de las memorias de traducción (en adelante, MT) es extraer sugerencias totales o parciales de una frase y concordancias para términos. Durante la traducción, se buscan segmentos del idioma de origen en la base de datos de la MT. Si la MT posee un segmento en el idioma de origen que coincide exactamente, este segmento se mostrará en la parte de MT de la ventana, junto con su traducción y la información adicional guardada con el segmento en la base de datos. El grado de similitud es del 100 %.
Si la MT contiene solo un segmento que no es idéntico, sino simplemente similar al segmento de origen, este segmento también se mostrará junto con su traducción y el grado de similitud calculado por el sistema MT. Un segmento no exacto es llamado «fuzzy match» (coincidencia parcial) en todos los sistemas de MT.
El límite del grado de similitud aceptable para el traductor se puede adaptar en todos los sistemas de MT.
El contenido de estos recursos lingüísticos paralelos es fundamental, pero también es crucial el motor de búsqueda que permite explorar una gran cantidad de texto e identificar patrones lingüísticos y terminológicos comunes. Por tanto, si el contenido de las memorias y si su sistema de indización ofrece buenos resultados, estas memorias se convierten en el mejor instrumento de trabajo del mediador lingüístico. 
En esta línea Abaitua (2002) afirma que los corpus paralelos son una alternativa a los diccionarios como fuente única de información y, como ya hemos dicho, por definición las memorias de traducción constituyen textos paralelos.
El almacén de traducciones, es decir, el corpus paralelo, va creciendo en función del volumen y frecuencia de alimentación de las memorias de traducción y estas se crean durante la validación de las unidades de traducción durante el proceso de traducción en el entorno de la traducción asistida. 
Otra de las técnicas para la generación de memorias de traducción es mediante la alineación de textos traducidos y por tanto equivalentes. La alineación se lleva a cabo con herramientas específicas para ello, conocidas como alineadores. 
Muy frecuentemente se utiliza el término de memorias de traducción para identificar los sistemas de traducción asistida por ordenador (en inglés, CAT Tools), que son programas informáticos diseñados para ayudar a los traductores profesionales.
Las memorias de traducción han sido fundamentales para el surgimiento de la industria del lenguaje a escala global.

## Uso de las memorias de traducción
Un traductor proporciona en primera instancia un texto fuente (el texto a traducir) a la memoria de traducción. El programa analizará el texto e intentará encontrar en su base de datos pares de segmentos en los que el texto coincida con otros previamente traducidos. El programa presenta al traductor cualquier coincidencia para que la revise. El traductor puede aceptar la propuesta, rechazarla o modificarla y usar esa versión modificada. Es este caso, la versión modificada se almacena en la base de datos.
Algunos sistemas de memorias de traducción solo buscan coincidencias del 100 %, es decir, coincidencias exactas. Otros utilizan algoritmos de coincidencias  para obtener segmentos parecidos.
Los segmentos en los que no encuentran coincidencias deberán ser traducidos manualmente. El resultado se almacenará en la base de datos para ser usado por el programa en posteriores sesiones. El uso de memorias de traducción es más útil en textos repetitivos como manuales técnicos. También son útiles para hacer traducciones incrementales de documentos traducidos anteriormente. Si un traductor de memoria se usa de forma consistente durante un cierto tiempo puede ahorrar un trabajo considerable a los traductores.

## Principales ventajas
Los gestores de traducción de memoria son adecuados principalmente para la traducción de documentación técnica y de documentos que contengan vocabulario especializado. Sus beneficios incluyen:
- Aseguran que el documento es traducido en su totalidad (no se aceptan segmentos vacíos).
- Aseguran que los documentos traducidos son coherentes, incluidas definiciones comunes, fraseología y terminología. Esto es importante cuando diferentes traductores trabajan en el mismo documento.
- Permiten a los traductores trabajar con una amplia variedad de formatos sin tener que disponer de software requerido para procesar dichos formatos.
- Aceleran el proceso global de la traducción. Puesto que «recuerdan» material traducido anteriormente, los traductores solo tienen que traducirlo una vez.

## Principales inconvenientes
- El concepto de memoria de traducción se basa en la premisa de que las frases traducidas pueden ser «recicladas». Sin embargo, un principio fundamental de la traducción es que se debe traducir el mensaje contenido en el texto, no las frases que lo componen.
- En la actualidad los MT no disponen de filtros para todos los formatos de texto existentes.
- Hay una curva de aprendizaje asociada al uso de los gestores de MT y los programas deben ser personalizados para una mayor eficacia.
- El mantenimiento de las bases de datos generadas sigue siendo un proceso manual que requiere un trabajo constante. Las carencias en este mantenimiento suponen una reducción del rendimiento, la usabilidad y las prestaciones de la MT.
- La calidad del texto almacenado depende de la eficacia del traductor humano. Un error en un determinado segmento se perpetuará hasta su corrección apareciendo en cada texto traducido en que se incluya el segmento.
- Las MT hacen surgir ciertos parecidos con el mundo industrial pues facilitan la explotación de los traductores humanos reduciendo así la calidad del producto final.

## Las memorias de traducción compartidas

### ¿Qué son las memorias de traducción compartidas?
Las memorias de traducción compartidas permiten a dos o más traductores traducir los archivos del mismo proyecto al usar la misma memoria de traducción para recuperar los segmentos previamente traducidos.
Las memorias pueden compartirse desde un archivo centralizado de memorias gestionado por uno de los proveedores del cliente. 
Cuando el proveedor 1 recibe un trabajo de traducción deberá descargar toda la memoria. Deberá realizar las labores de preprocesado necesarias y analizar el trabajo con la memoria que ha descargado. Cuando el proveedor 2 recibe un encargo de traducción, repite esta misma operación. 
Al finalizar los trabajos, es preciso incluir las unidades de memoria nuevas o cambiadas en la memoria principal. Esta tarea será responsabilidad exclusiva de uno de los proveedores en calidad de custodio de la memoria, o, si dispone de los recursos adecuados, del cliente.

### Razones para compartir las memorias
Las razones por las que un cliente puede desear este sistema son:
- Reducir costes haciendo que ambos proveedores compitan entre sí en igualdad de condiciones respecto a la memoria.
- Permitir que dos proveedores especializados en áreas distintas (software, sitios web, marketing) compartan contenidos traducibles.
- Diversificar riesgos y evitar una dependencia total de un único proveedor.
- Tener el control de la base de datos de las memorias.

Las razones por las que un proveedor puede preferir este sistema son:
- Tener una ventaja comercial sobre otros proveedores. Como custodio de la TM, el proveedor utilizará su posición para conseguir más trabajos y relegar a otros proveedores a un papel subsidiario.
- Demostrar su superioridad técnica sobre otros proveedores.

### Ventajas del uso compartido de memorias
Si se gestionan adecuadamente, las unidades de traducción (frases y expresiones) creadas y gestionadas por un proveedor pueden ser utilizadas por otro, con la consiguiente reducción de costes. Además, al centralizarse el recurso de memoria, desaparece la duplicación de gastos de mantenimiento de las memorias. Todo ello redunda en la reducción de los costes de uso de la memoria. 
Existe la percepción de que si se comparte la memoria en línea (o de cualquier otra forma) el contenido se pone a libre disposición de quien desee utilizarla, como en los procesos de authoring. Sin embargo, es preciso indicar que las herramientas de memoria de traducción como Trados están diseñadas para el uso diario por parte de traductores profesionales, el software no está ideado para facilitar esta utilización por parte del cliente.

### Ejemplos
- VLTM (Very Large Translation Memory) de Wordfast.
- Linguee

### Problemas
Para utilizar con éxito las memorias de forma compartida es preciso solventar una serie de problemas. Algunos son de fácil solución, pero otros constituyen un reto importante.

### Conclusión
Aunque la utilización compartida de memorias parece ser positiva desde el punto de vista del cliente por eliminar la dependencia de un solo proveedor, en la práctica esta dependencia no está relacionada con quién sea el custodio de la memoria en un momento dado. Hay razones mucho más poderosas para utilizar un único proveedor para un mismo tipo de contenidos.
Cuando distintos proveedores traducen distintos tipos de contenido, entonces sí puede considerarse la utilización compartida de memorias, pero aun así hay varios problemas que habrá que tener en cuenta. En la mayoría de los casos, la práctica más aconsejable sería mantener separados los procedimientos del proveedor y distribuir periódicamente a ambos los archivos de memoria.
Si se utilizan memorias compartidas, un proveedor (o, si dispone de recursos especializados, el cliente) deberá responsabilizarse de las memorias. Si esta tarea recae sobre uno de los proveedores, recomendamos que el segundo proveedor sea considerado como una subcontrata a efectos del proceso.